# Damspel
Dam, damspel, är ett strategiskt brädspel som spelas av två spelare på schackbräden eller speciella dambräden med 10x10 eller 12x12 rutor.
Damspel saluförs ofta tillsammans med kvarnspel, så att brädet har dam på ena sidan och kvarn på den andra. Man använder samma brickor.
Dam spelas av två personer, på motsatta sidor av ett spelbräde. Spelbrädet har omväxlande mörka och ljusa rutor, 8x8 som ett schackbräde eller 10x10 eller 12x12 rutor. 
Det finns en rad olika regeluppsättningar och damvarianter. Gemensamt för dem alla är att man startar med 12 eller 20 brickor, beroende på antal rutor på brädet. Spelarna turas om att göra drag. En spelare har mörka brickor och den andra har ljusa. 
Spelaren med mörka brickor börjar. Målet är att fånga motståndarens brickor genom att hoppa över dem. Man måste ta motståndarens bricka om man kan och även hoppa flera gånger under samma drag. När en bricka nått sista raden får den större rörelsemöjligheter än en vanlig bricka. Den som mister alla sina brickor har förlorat.

## Traditionell dam

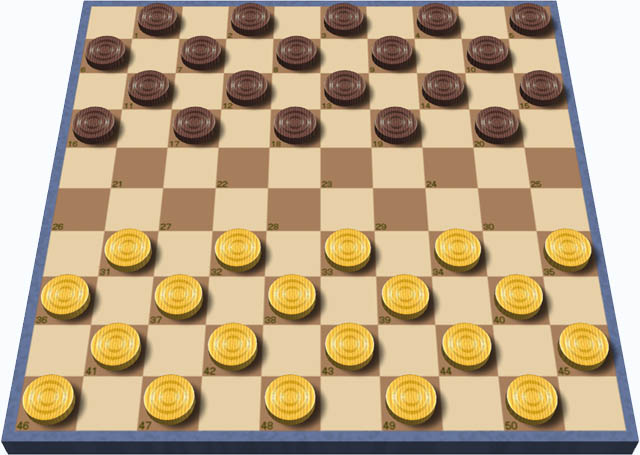
Spelbräde med brickor.

Spelet spelas genom att man flyttar spelbrickor diagonalt framåt på de svarta rutorna ett steg i taget eller genom att hoppa diagonalt över en motståndarbricka om det finns en tom ruta bakom. Man spelar endast på de mörka rutorna. Spelaren med mörka brickor gör första draget, om inte något annat överenskommits. Om en spelare kan hoppa över motspelarens bricka med sin egen bricka tas den överhoppade brickan ut ur spelet. En bricka kan endast flyttas till en tom ruta.
Normalt är spelet slut när en av spelarna antingen inte har någon spelbricka kvar eller inte kan göra något drag. Det går också att komma överens om andra avslutningskriterier.
En enkel spelbricka kan gå antingen ett steg (till en tom ruta) eller två steg till en tom ruta som ligger bortom en ruta som ockuperas av en motståndarbricka. Det senare kallas att hoppa över motståndaren och resulterar alltså i att den överhoppade brickan tas bort från spelbrädet. En spelbricka som just hoppat över en motståndarbricka får direkt hoppa över ännu en motståndarbricka om någon sådan finns tillgänglig. Detta gäller rekursivt, så att ett stort antal brickor i vissa fall kan överhoppas i ett enda drag.
I en variant får de enkla brickorna gå endast framåt. I de internationella reglerna för damspel får enkla brickor hoppa över brickor även bakåt.
När en enkel bricka når den bortersta raden blir den uppgraderad till en dam. Detta kan till exempel markeras genom att man placerar en ytterligare bricka ovanpå den. Då får den större rörelseförmåga, till exempel genom att de också får gå bakåt.
I internationellt damspel får en dam flyttas godtyckligt antal rutor längs en diagonal i ett drag, som en löpare i schack.

## Tjeckisk dam
Tjeckisk Dam skiljer sig från vanlig dam genom damens rörelser. När en bricka når sista raden blir den en dam omedelbart och damen kan röra sig till vilken ruta som helst diagonalt. Den kan också hoppa över en motståndares pjäs hur många rutor som helst diagonalt och göra flera hopp. En dam behöver dessutom inte landa direkt bakom en tagen pjäs, den kan välja (vid hoppning) vilken ruta som helst i linjen men behöver inte hoppa över två eller flera pjäser genast.

## Turkisk dam
Turkisk dam är en variant av Tjeckisk dam med två viktiga skillnader:
- Pjäsernas startpositioner. Brickorna placeras på både mörka och ljusa fält på brädet.
- Hur pjäserna går. En bricka kan flyttas (och hoppa) i tre riktningar - horisontellt-vänster, horisontellt-höger och direkt framåt. När en bonde når sista raden blir den en dam som kan röra sig (och hoppa) hur långt som helst i fyra riktningar (vänster, upp, höger och ner).

De andra reglerna är samma som i Tjeckisk dam.

## Historia
Dam har en längre historia än schack. I Egypten har det hittats några pjäser och ett spelbräde från 1600 f.Kr. Spelet kom från Egypten till Italien och hette på latin ludus latrunculorum, "de små soldaternas spel". År 1547 skrevs i Spanien det första kända verket om damspel.